# Fairchild C-119 Flying Boxcar
El Fairchild C-119 Flying Boxcar (designación R4Q de la Armada y Cuerpo de Marines) es un avión de transporte militar estadounidense desarrollado desde el Fairchild C-82 Packet de la era de la Segunda Guerra Mundial, diseñado para transportar carga, personal, pacientes en litera y equipamiento mecanizado, y para lanzar carga y tropas mediante paracaídas. El primer C-119 realizó su vuelo inicial en noviembre de 1947, y en el momento en el que la producción cesó en 1955, se habían construido más de 1100 aparatos. Su capacidad de transporte de carga y diseño poco usual de doble botalón hicieron que fuera apodado “Flying Boxcar” (Furgón Volante).

## Desarrollo

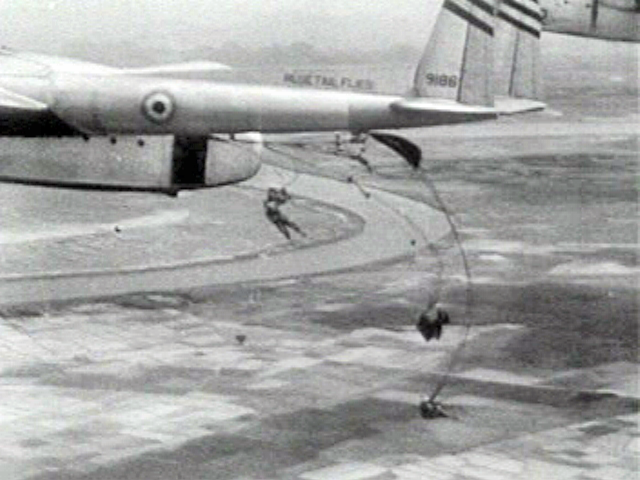
Paracaidistas de la Unión Francesa lanzándose desde un C-119 sobre Dien Bien Phu en 1954.

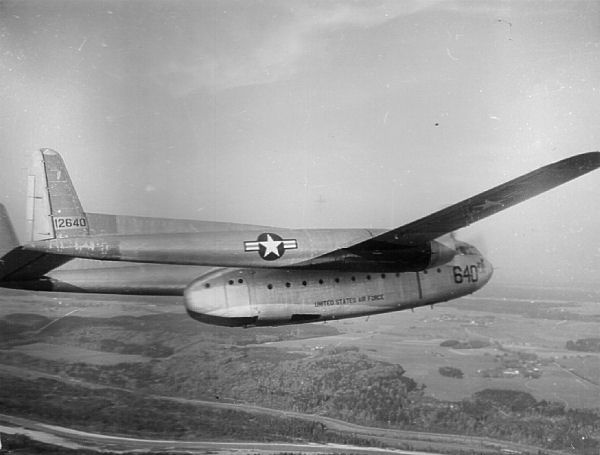
C-119C, AF Ser. No. 51-2640, 781st Troop Carrier Squadron/465th Troop Carrier Wing.

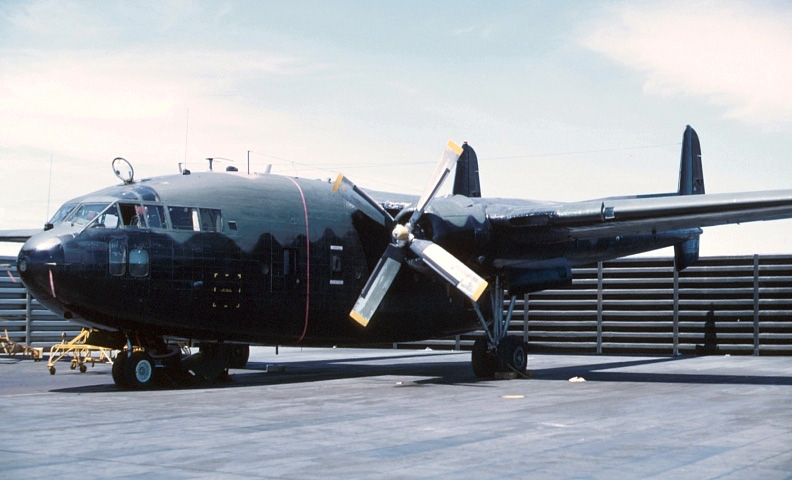
Cañonero AC-119G.

El C-119 de la Fuerza Aérea y R4Q de la Armada fue inicialmente un rediseño del anterior C-82 Packet, construido entre 1945 y 1948. El Packet sirvió con el Mando Aéreo Táctico y el Servicio de Transporte Aéreo Militar de la Fuerza Aérea durante casi nueve años, tiempo en el que se encontraron en su diseño varios problemas serios. Todos ellos fueron solventados en el C-119.
En contraste con el C-82, la cabina fue trasladada hacia delante, instalada a ras del morro en lugar de su localización previa por encima del compartimiento de carga. Esto proporcionaba un espacio de carga más útil, y se podían acomodar cargas mayores que en el C-82. El C-119 también presentaba motores más potentes, y una estructura más ancha y robusta. El primer prototipo del C-119 (llamada XC-82B) voló por primera vez en noviembre de 1947, comenzando las entregas de C-119B desde la fábrica de Fairchild en Hagerstown (Maryland), en diciembre de 1949.
En 1951, Henry J. Kaiser obtuvo un contrato para ensamblar C-119 adicionales en la fábrica de automóviles Kaiser-Frazer localizada en la antigua planta de B-24 en el Willow Run Airport en Belleville (Míchigan). Inicialmente, los C-119F construidos por Kaiser se diferenciaban de los aviones de Fairchild por el uso de motores Wright R-3350-85 Duplex Cyclone en lugar de los motores radiales Pratt & Whitney R-4360 Wasp Major usados por Fairchild. Kaiser construyó 71 C-119 en Willow Run en 1952 y 1953 (números de serie 51-8098 a 51-8168) antes de convertir la fábrica para la planeada producción del Chase C-123, cosa que nunca sucedió. El subcontrato de Kaiser fue mal visto por Fairchild, y se realizaron esfuerzos a través de canales políticos para detener la producción de Kaiser, que podía haber tenido éxito. Tras la finalización de la producción del C-119 por Kaiser, el contrato para el C-123 fue concedido a Fairchild en su lugar. La mayoría de los aviones construidos por Kaiser fueron enviados al Cuerpo de Marines de los Estados Unidos como R4Q, de los que varios fueron entregados más tarde a la Fuerza Aérea sudvietnamita en los años 70.
La variante cañonera AC-119G Shadow fue equipada con cuatro minigun de 6 tubos de 7,62 x 51 mm OTAN, placas de blindaje, lanzadores de bengalas, y equipo de infrarrojos de visión nocturna. Como el AC-130 que lo sucedió, el AC-119 probó ser una potente arma. El AC-119 se hizo más mortal con la introducción de la versión AC-119K Stinger, que presentaba la adición de dos cañones General Electric M61 Vulcan de 20 mm, aviónica mejorada y dos motores turborreactores General Electric J85-GE-17 montados bajo las alas, añadiendo alrededor de 27 kN de empuje.
Otras variantes principales incluyen el EC-119J, usado para el seguimiento de satélites, y el prototipo YC-119H Skyvan, con alas y cola mayores.
En uso civil, muchos C-119 presentan la modificación “Jet-Pack”, que incorpora un motor turborreactor Westinghouse J34 de 15 000 N de empuje en una góndola sobre el fuselaje.

### Producción
Número de aviones construidos: 1183, consistiendo en:
- 1112 construidos por Fairchild.
- 71 construidos por Kaiser-Frazer Corp.

Dos células adicionales fueron construidas por Fairchild para realizar pruebas estáticas.

## Historia operacional

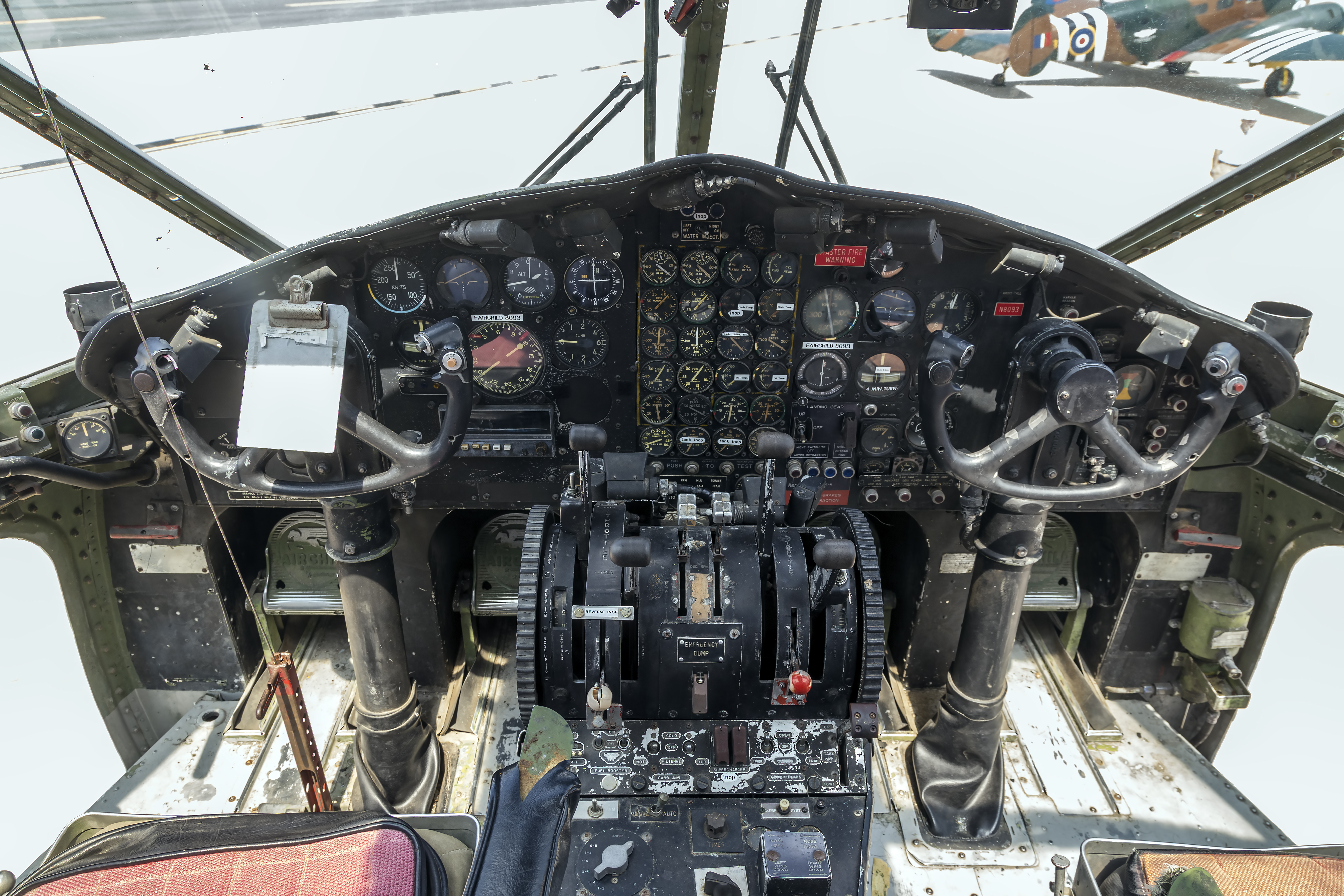
Fotografía de la cabina de mando de un Fairchild C-119G Flying Boxcar, tomada en Hagerstown, Maryland, EE. UU.

El avión entró en combate extensamente durante la guerra de Corea como transporte de tropas y equipos. En julio de 1950, cuatro C-119 fueron enviados a la FEAF para realizar pruebas de servicio. Dos meses más tarde, los C-119 desplegaron con el 314th Troop Carrier Group y sirvieron en Corea durante la guerra.
En diciembre de 1950, después de que las tropas del PLA (Ejército de Liberación) chino volaran un puente en un punto estrecho de la ruta de evacuación entre Koto-ri y Hŭngnam, bloqueando la retirada de las fuerzas de las Naciones Unidas, ocho C-119 Flying Boxcar de la Fuerza Aérea de los Estados Unidos, volados por el 314th Troop Carrier Group, fueron usados para lanzar secciones de puente portátiles en paracaídas. El puente, consistente en ocho secciones separadas de 16 pies de largo y 2900 libras de peso, fue lanzado de sección en sección, usando dos paracaídas para cada una. Cuatro de estas secciones, junto con extensiones adicionales de madera, fueron ensambladas exitosamente como puente de recambio por los ingenieros de combate del Cuerpo de Marines y la 58th Engineer Treadway Bridge Company del Ejército de los Estados Unidos, posibilitando que las fuerzas de las Naciones Unidas alcanzaran Hungnam.
De 1951 a 1962, los modelos C-119C, F y G sirvieron con las Fuerzas Aéreas de Estados Unidos en Europa (USAFE) y las Fuerzas Aéreas del Lejano Oriente (FEAF) con las unidades de Carga de Combate de primera línea, que realizaron trabajos como transportistas de carga con el 60th Troop Carrier Wing, la 317th Troop Carrier Wing y la 465th Troop Carrier Wing en Europa, basados en principio en Alemania y luego en Francia, con alrededor de 150 aviones operando en cualquier parte desde Groenlandia a la India. Un número similar de aviones sirvió en el Pacífico y en el Lejano Oriente. En 1958, el 317th absorbió al 465th, y realizó la transición al C-130, pero las unidades de los antiguos 60th Troop Carrier Wing y 10th, 11th y 12th Troop Carrier Squadron continuaron volando en C-119 hasta 1962, siendo las últimas unidades operativas en volar el Boxcar, aparte de la Reserva de la Fuerza Aérea o de la Guardia Aérea Nacional.
El Mando Aéreo Estratégico de la USAF tuvo C-119 Flying Boxcar en servicio desde 1955 a 1973.
Quizá el uso más remarcable del C-119 fue la recuperación aérea de globos, UAV e incluso de satélites. El primer uso de esta técnica fue en 1955, cuando varios C-119 fueron usados para recuperar los blancos no tripulados Ryan AQM-34 Firebee. La 456th Troop Carrier Wing, que estuvo agregada al Mando Aéreo estratégico (SAC) del 25 de abril de 1955 al 26 de mayo de 1956, usó C-119 para recuperar paquetes de instrumentos de globos de reconocimiento de gran altitud. Los C-119 del 6593rd Test Squadron basado en la Base de la Fuerza Aérea Hickam, Hawái, realizaron varias recuperaciones aéreas de cápsulas con película durante los primeros años del programa del satélite espía Corona. El 19 de agosto de 1960, la recuperación por un C-119 de una película de una misión Corona con el nombre código Discoverer 14 fue la primera recuperación exitosa de película de un satélite en órbita y la primera recuperación aérea de un objeto que volvía desde una órbita terrestre.
El C-119 realizó un extenso servicio en la Indochina francesa, comenzando en 1953 con aviones alquilados en secreto por la CIA a las fuerzas francesas para apoyo a las tropas. Estos aviones fueron volados generalmente, con colores franceses, por pilotos estadounidenses de la CIA, a menudo acompañados por oficiales franceses y tripulación de apoyo. El C-119 iba a desempeñar un papel principal durante el cerco a Dien Bien Phu, donde volaron a través de un fuego cada vez más intenso mientras lanzaban suministros a las fuerzas francesas cercadas. Las únicas dos bajas de pilotos estadounidenses en el cerco de Dien Bien Phu fueron James B. McGovern Jr. (“Earthquake McGoon”) y Wallace (“Wally”) A. Buford. Ambos pilotos, junto con un miembro francés de la tripulación, murieron a principios de junio de 1954 cuando su C-119, mientras realizaba un lanzamiento de artillería, fue alcanzado por fuego antiaéreo del Viet Minh; el avión fue capaz de volar 75 millas adicionales hacia el este hasta Laos antes de estrellarse.
Durante la guerra sino-india de 1962, el C-119 fue usado extensivamente para suministrar a las fuerzas indias. El presidente Kennedy permitió las ventas de piezas de repuestos de C-119 de forma prioritaria tras una solicitud del gobierno indio. 
Durante la guerra de Vietnam, el increíble éxito del Douglas AC-47 Spooky, pero su limitación en cuanto a tamaño y capacidad de carga del avión, condujo a la Fuerza Aérea de los Estados Unidos a desarrollar un avión mayor que pudiera llevar más aparatos de vigilancia, armas y municiones, el AC-130 Spectre. Sin embargo, debido a la fuerte demanda de C-130 para su uso como carguero, no había suficientes células de Hercules para proporcionar Spectre para realizar operaciones contra el enemigo. La Fuerza Aérea tapó el hueco convirtiendo C-119 en AC-119, cada uno equipado con cuatro soportes minigun de 7,62 mm, un proyector Xenon, mira de observación nocturna, lanzador de bengalas, ordenador de control de fuego y pantalla de seguridad de control de fuego TRV para prevenir incidentes de fuego amigo. El nuevo escuadrón de AC-119 recibió el indicativo de llamada “Creep”, lo que provocó una oleada de indignación que condujo a la Fuerza Aérea a cambiar el nombre a “Shadow” el 1 de diciembre de 1968. C-119G fueron modificados como AC-119G Shadow y AC-119K Stinger. Fueron usados exitosamente tanto en misiones de apoyo aéreo cercano en Vietnam del Sur como en misiones de interdicción contra camiones y suministros en la Ruta Ho Chi Minh. Todos los cañoneros AC-119G fueron transferidos a los survietnamitas en 1973, cuando las fuerzas estadounidenses fueron retiradas.
Tras la retirada del servicio activo, cantidades sustanciales de C-119 y R4Q continuaron en servicio en la Armada y Cuerpo de Marines de los Estados Unidos, la Reserva de la Fuerza Aérea y la Guardia Aérea Nacional hasta mitad de los años 70, siendo también redesignados los R4Q como C-119 en 1962. El último uso militar del C-119 por los Estados Unidos finalizó en 1974, cuando un único escuadrón de C-119 de la Reserva de la Armada basado en la Naval Air Facility Detroit/Selfridge Air National Guard Base cerca de Detroit, Míchigan, y dos escuadrones basados en la Naval Air Station Los Alamitos, California, reemplazaron sus C-119 por aviones más modernos.
Se proporcionaron muchos C-119 a otras naciones como parte del Programa de Asistencia Militar, incluyendo Bélgica, Brasil, Etiopía, India, Italia, Jordania, Taiwán y Vietnam del Sur (como ya se había mencionado). El modelo también fue usado por la Real Fuerza Aérea Canadiense.

### Uso civil
Una serie de aviones fue adquirida por compañías que fueron contratadas por el Servicio Forestal de los Estados Unidos y la Oficina de Administración Territorial para proporcionar aviones cisterna para la lucha contra incendios forestales. Otros fueron pasados a realizar servicios de carga civil. Tras una serie de accidentes, la edad y la seguridad de los aviones usados como cisternas se convirtió en una seria preocupación, y la flota de cisternas C-119 estadounidense fue inmovilizada en tierra en 1987. Finalmente, muchos de estos aviones fueron proporcionados a museos a lo largo de los Estados Unidos en un complicado (y finalmente ilegal) sistema donde transportes Lockheed C-130 Hercules de la USAF y aviones de patrulla antisubmarina Lockheed P-3 Orion de la Armada almacenados fueron proporcionados a los contratistas a cambio de los C-119. Tras el final de sus días como cisterna, muchos C-119 volaron en Alaska para Northern Pacific Transport, Gifford Aviation, Stebbins & Ambler Air transport, y Delta Associates, siendo usados en contratos de servicio público, como el transporte de materiales de construcción a los pueblos en las zonas remotas de Alaska que no tienen acceso por carretera. Se observaron varios aviones, ya en 1990, por paracaidistas con la 6th Infantry Division, siendo usados por el Servicio Forestal como aviones de saltos para bomberos forestales ("smokejumper") en Alaska. Estos aviones fueron abordados y visitados por paracaidistas del Ejército en Ft Wainwright, Alaska.

## Variantes

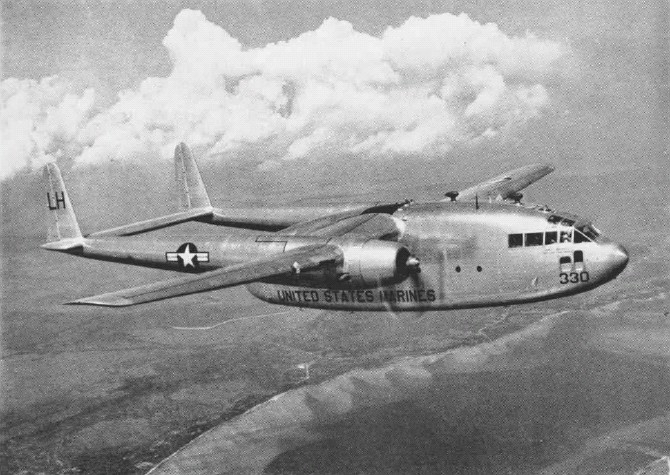
Un R4Q-1 del USMC del VMR-252 en 1950.

XC-119A
El XC-82B modificado a estándares de producción, más tarde se convirtió en C-119A, y luego en EC-119A como bancada electrónica.
C-119B
Variante de producción con motores R-4360-30, 55 construidos.
C-119C
Como el C-119B con aletas ventrales añadidas y las extensiones de la cola retiradas, 303 construidos.
YC-119D
Proyecto para una versión de tren de aterrizaje de tres ruedas y contenedor desmontable, fue designado XC-128A, ninguno construido.
YC-119E
Proyecto para una versión del C-119D con dos motores R-3350, fue designado XC-128B, ninguno construido.
YC-119F
Un C-119C modificado con dos motores R-3350-85.
C-119F
Variante de producción, de 256 construidos para la USAF y la RCAF.
C-119G
Como el C-119F con hélices diferentes, 480 construidos.
AC-119G Shadow
C-119G modificados como cañoneros, 26 conversiones.
YC-119H
Versión rediseñada con alas extendidas y superficie de cola modificada, uno convertido desde un C-119C.
C-119J
C-119F y G convertidos con fuselaje trasero modificado, 62 conversiones.
EC-119J
Conversiones para el seguimiento de satélites.
MC-119J
Usados como aviones equipados para realizar tareas de evacuación médica.
RC-119
Aviones de reconocimiento usados por la Fuerza Aérea vietnamita.
YC-119K
Un C-119G modificado con dos turborreactores General Electric J85 en soportes solares.
C-119K
Cinco C-119G modificados como YC-119K.
AC-119K Stinger
C-119G modificados al estándar C-119K como cañoneros, 26 conversiones.
C-119L
Variante modificada del C-119G, 22 conversiones.
XC-120 Packplane
Un C-119B convertido con contenedor de carga desmontable.
C-128
Designación usada inicialmente para las variantes YC-119D e YC-119E.
R4Q-1
Versión de la Armada y Cuerpo de Marines de los Estados Unidos del C-119C, 39 construidos.
R4Q-2
Versión de la Armada y Cuerpo de Marines de los Estados Unidos del C-119F, más tarde redesignados C-119F, 58 construidos.

### Versiones modificadas civiles
Steward-Davis Jet Pack C-119
Conversiones civiles de Fairchild C-119 con contenedores a reacción dorsales Westinghouse J34-WE-36 de 15 kN de empuje. Peso al despegue incrementado a 35 000 kg. Se suministraron 29 equipos jet-pack al mercado civil estadounidense y 27 a la Fuerza Aérea India.
Steward-Davis Stolmaster
Una única conversión de C-119, con Jet-Pack J34 de montaje rápido. Una sola conversión en 1967.

## Operadores
Bélgica
- Fuerza Aérea Belga: recibió 40 aeronaves nuevas y 6 de excedente de la USAF.

 Brasil
- Fuerza Aérea Brasileña: recibió 13 aeronaves pertenecientes a la USAF.

 Camboya
- Fuerza Aérea de Camboya: recibió 4.

 Canadá
- Royal Canadian Air Force: recibió 35 aeronaves nuevas.

 España
- Fuerza Aérea Española: recibió 10 aeronaves de Bélgica, pero acabó rechazándolas.

 Estados Unidos
- Fuerza Aérea de los Estados Unidos
- Cuerpo de Marines de los Estados Unidos
- Armada de los Estados Unidos

 Etiopía
- Fuerza Aérea de Etiopía: recibió 8 aeronaves pertenecientes a la USAF.

 Francia
- Fuerza Aérea Francesa: operó en Indochina 9 ejemplares alquilados a la USAF.

 India
- Fuerza Aérea India: recibió 79 aeronaves.

 Italia
- Fuerza Aérea Italiana: recibió 40 aeronaves nuevas, 5 transferidas de la ONU y 25 de excedente de la USAF.

 Jordania
- Fuerza Aérea Real de Jordania: recibió 4 aeronaves.

 Marruecos
- Fuerza Aérea Real de Marruecos: recibió 12 aeronaves de la USAF y 6 aeronaves de Canadá.

 Organización de las Naciones Unidas
- Recibió 5 aeronaves donadas por la USAF.

 Noruega
- Fuerza Aérea Real de Noruega: recibió 8 aeronaves de Bélgica.

 República de China
- Fuerza Aérea de la República de China: recibió 114 aeronaves pertenecientes a la USAF.

 Vietnam del Sur
- Fuerza Aérea de Vietnam: recibió 91 aeronaves transferidas de la USAF.

## Cultura popular
- En la película de 2004 El vuelo del Fénix un Fairchild C-119 Flying Boxcar se estrella en medio del desierto de Gobi, en Mongolia. Los supervivientes se reúnen alrededor de los restos del aparato, intentando sobrevivir con los pocos medios de los que disponen. Esta película de 2004 es un remake de una película de 1965 del mismo título, pero en la película de 1965 el aparato era un Fairchild C-82 Packet, el modelo a partir del que se había derivado el diseño del C-119.
- En la película Aviones: Equipo de rescate de 2014, aparece un personaje, llamado Cabbie, que es un C-119 reconvertido de antiguo transporte militar a plataforma de salto de bomberos paracaidistas.
- En la película Himno de Batalla, basada en hechos reales sobre la ayuda del Coronel Dean Hess a niños huérfanos durante la guerra de Corea, son enviados varios C-119 al rescate de los niños.
- En la película Jurassic World: Dominion de 2022, el personaje de Kayla Watts (DeWanda Wise) pilota un C-119 que posteriormente es atacado por un Quetzalcoatlus gigante.
- En la película Transformers: el despertar de las bestias de 2023, el C-119 es la forma alterna del transformer Stratosphere.

## Especificaciones

### Características generales
- Tripulación: Cinco (piloto, copiloto, navegante, radio operador y jefe de tripulación)
- Capacidad:

- 62 soldados

- 35 paracaidistas

- Carga: 4500 kg (9918 lb)
- Longitud: 26,4 m (86,5 ft)
- Envergadura: 33,3 m (109,3 ft)
- Altura: 8,1 m (26,5 ft)
- Superficie alar: 134,4 m² (1446,7 ft²)
- Peso vacío: 18 000 kg (39 672 lb)
- Peso cargado: 29 000 kg (63 916 lb)
- Peso máximo al despegue: 34 000 kg (74 936 lb)
- Planta motriz: 2× motor radial de 28 cilindros refrigerado por aire Pratt & Whitney R-4360-20.
  - Potencia: 2611 kW (3600 HP; 3551 CV) cada uno.

### Rendimiento
- Velocidad máxima operativa (Vno): 450 km/h (280 MPH; 243 kt)
- Alcance: 3670 km (1982 nmi; 2280 mi)
- Techo de vuelo: 7290 m (23 917 ft)
- Régimen de ascenso: 5,1 m/s (1004 ft/min)
- Carga alar: 216 kg/m² (44,2 lb/ft²)
- Potencia/peso: 180 W/kg

## Aeronaves relacionadas

### Desarrollos relacionados
- Fairchild C-82 Packet
- Fairchild XC-120 Packplane
- Fairchild AC-119

### Aeronaves similares
- Nord Noratlas
- Armstrong Whitworth AW.660 Argosy
- Blackburn Beverley

### Secuencias de designación
- Secuencia Numérica (interna de Fairchild): ← 71 - 72 - 77 - 78/78 - 79 - 80 - 81 -- 84 - 91 - 100 - 105 - 107 - 110 - 135 - 140 - 150 - 164 - 203 - 205 - 224 - 473 - 484 - 538
- Secuencia C-_ (Aviones de Carga del USAAC/USAAF/USAF, 1924-1962): ← C-116 - C-117 - C-118 - C-119 - C-120 - C-121/F - C-122 →
- Secuencia R_Q (Aviones de Transporte de la Armada estadounidense, 1931-1962 (Fairchild, 1928-1962)): RQ - R2Q - R4Q
- Secuencia T._ (Aeronaves de Transporte del Ejército del Aire español, 1954-1978): ← T.6 - T.7 - T.8 - T.9 (I) - T.9 (II) - T.10 - T.11 →